# Ex abbazia di Santa Maria Maddalena
L'ex abbazia di Santa Maria Maddalena, oggi nota come Palazzo Pini, è un edificio situato nel centro di Mirandola, in provincia di Modena.
Chiusa al culto nel 1768 e successivamente trasformata in magazzini per granaglie (da cui nomignolo i granaròn in dialetto mirandolese) e locali commerciali, l'ex chiesa è stata di nuovo consacrata come Aula Santa Maria Maddalena dopo il terremoto dell'Emilia del 2012, in attesa della ristrutturazione del vicino Duomo di Mirandola (riaperto nel 2019).

## Storia

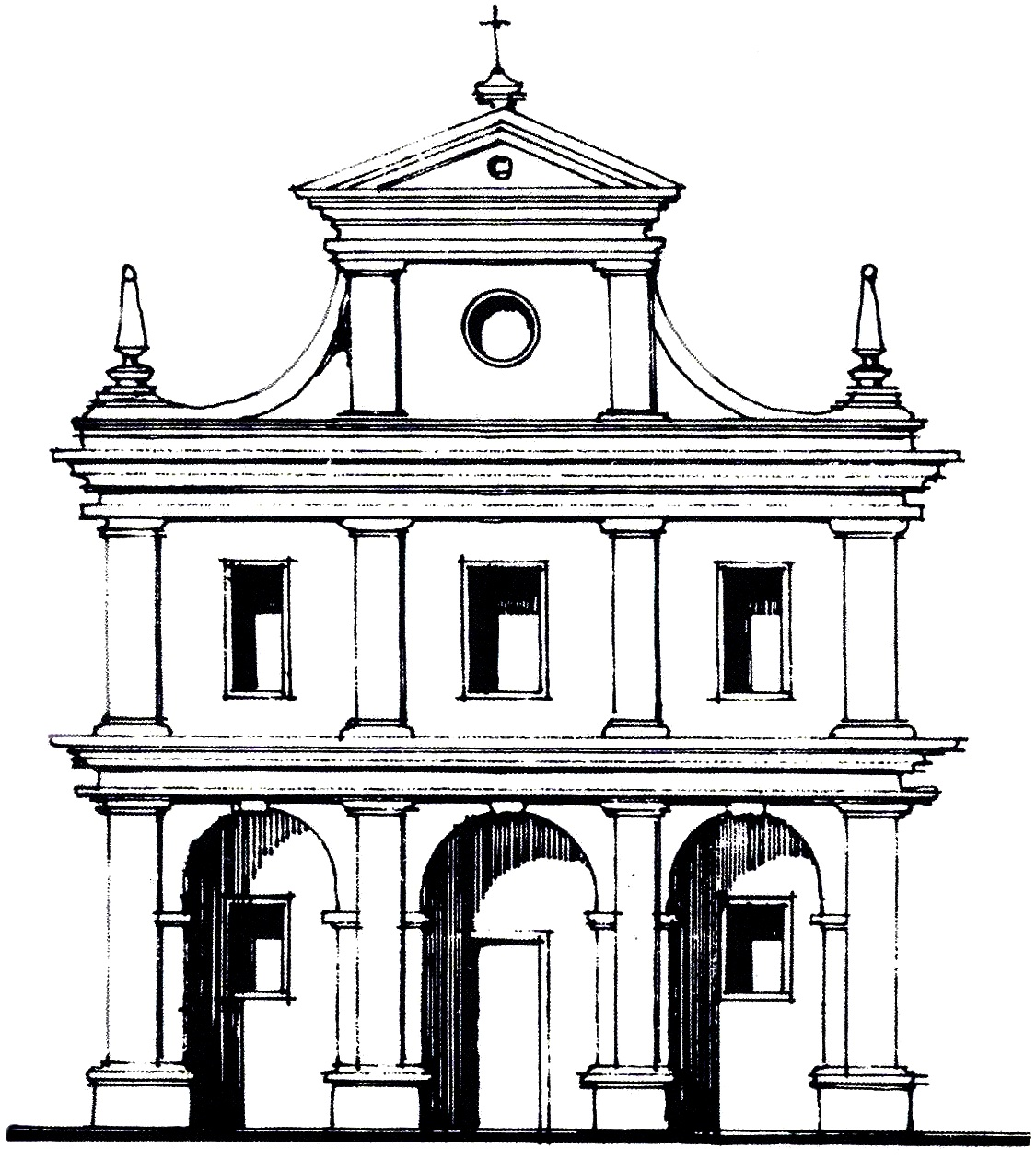
Antico aspetto della chiesa di Santa Maria Maddalena in Mirandola (disegno di Giacinto Paltrineri, XIX secolo)

Già nel XV secolo è registrata la presenza di una chiesa intitolata a Santa Maria Maddalena, situata presso il Borgofranco, di cui non è nota la data di fondazione. Nel 1495 la contessa Bianca Maria d'Este (moglie di Galeotto I Pico della Mirandola) offrì tale chiesa (oltre a terreni ed edifici vari, nei territori di Mortizzuolo, Rovereto sul Secchia, Carpi e nel ferrarese) alla Congregazione agostiniana dei Canonici regolari di Santa Maria in Reno, noti come "Scopetini", a patto che nella canonica vi abitassero almeno quindici frati canonici regolari. Tuttavia, dopo l'assedio della Mirandola di Papa Giulio II del 1510-1511, il conte Giovanni Francesco II Pico della Mirandola fece radere al suolo l'intero Borgofranco (incluse le chiese di Santa Maria Maddalena e di Santa Giustina) per evitare il pericolo di futuri assedi militari.
Nel 1512 i frati scopetini, a cui il Papa aveva confermato le donazioni e concessioni precedentemente ricevute dai Pico, ricevettero come indennizzo da Giovanfrancesco II un terreno all'interno della città, situato tra il borgo di San Francesco ed il Borgonovo. Pertanto, i frati ricostruirono la nuova chiesa con annesso monastero, grazie ad una donazione di pietre e legnami.
Giovanfrancesco II dispose per testamento di essere sepolto insieme ai familiari nella chiesa degli Scopettini, ma dopo il suo assassinio compiuto nel 1533 per mano del nipote Galeotto II Pico ciò non fu più possibile.
La chiesa di Santa Maria Maddalena venne consacrata il 14 settembre 1548 da monsignor Tommaso Stella vescovo di Lavello, per quanto venne completata solo nel 1622. Godette di grande prestigio in quanto abbazia e luogo di sepoltura delle più importanti famiglie dell'epoca, tra cui quella dei Maffei.
L'adiacente convento di San Salvatore venne completato nel 1573.
Nel 1703 vennero benedette le bandiere del reggimento Lorena e nel 1741 quelle del reggimento de' Nazionali, alla presenza delle massime autorità statali. 
La sommità del campanile venne colpita dall'artiglieria francese nel 1705. Durante l'assedio dell'ottobre 1734, parte della guerra di successione polacca, la chiesa fu duramente bombardata dall'esercito francese e i danni vennero riparati dopo due anni, concluso il successivo assedio del 1735.
Nel 1768 l'ordine religioso degli scopetini venne soppresso dal Duca di Modena Francesco III d'Este, che li aggregò alla canonica di Reggio Emilia, mentre convento il abbaziale venne incluso nel cosiddetto Grande Albergo di Modena. La chiesa sconsacrata, la canonica e l'orto furono venduti al marchese Paolucci, feudatario delle Roncole.
Ormai malridotta, il 14 aprile 1834 venne in parte demolita e trasformata in granaio; in seguito ospitò nelle parti più fatiscenti diverse famiglie povere. La porzione che si affaccia sull'attuale via Luosi divenne una fabbrica di cioccolato e poi un negozio di terraglie ed oggettistica per la casa gestito dalla famiglia Pini fino agli anni 1990. Nel 1970 l'edificio fu ristrutturato, ma l'esterno venne trasformato in un anonimo parallelepipedo; nel 1977 vennero tamponate le arcate delle navate dell'ex chiesa per ricavare altri magazzini.
A seguito del devastante terremoto dell'Emilia del 2012 che rese inagibile il vicino Duomo di Mirandola, l'edificio è stato rapidamente ristrutturato dai proprietari e il 4 ottobre 2014 venne inaugurata la "aula Santa Maria Maddalena" quale sede temporanea per le funzioni religiose del centro storico, facendo ridiventare - dopo 246 anni - l'ex abbazia un luogo di culto e preghiera. Il duomo venne poi riaperto il 21 settembre 2019.

## Architettura

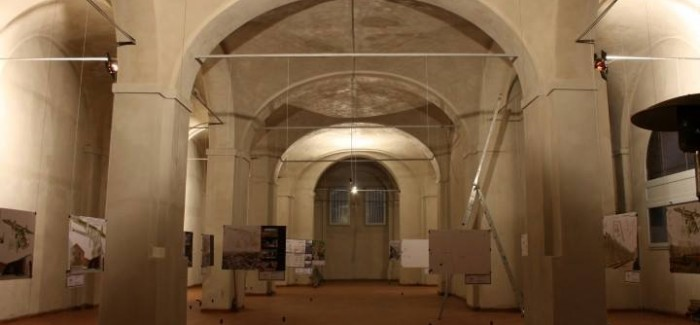
Interno a tre navate di Palazzo Pini (2014)

La chiesa era lunga 61 braccia mirandolesi (38,9 m), larga 27,6 braccia (17,6 m) ed alta 23 braccia (14,7 m).
Gli interni erano suddivisi in tre navate con cinque archi a pieno centro sostenuti da grandi pilastri cruciformi, senza abside, ed erano presenti nove altari, di cui uno maggiore e quattro per lato.
La facciata era volta verso est, con un portico a tre archi rialzato a due gradini che dava su piazzale utilizzato come cimitero. Il campanile, molto basso con bifore nella parte superiore, si trovava nello spigolo nord-occidentale.
A fianco della chiesa era situato il convento di San Salvatore, circondato da alte mura e contrafforti possenti. All'interno il chiostro a base quadrata è delineato da colonne in cotto con capitelli marmorei scolpiti finemente, che sorreggono le antiche celle dei frati.